# Eduardo Dhelomme
Eduardo Dhelomme fue un escultor y pintor franco-brasileño, nacido el año 1922 en la región de Sao Paulo y fallecido en 2006. A los 13 años de edad, recibió su primer premio de pintura en Francia. Hasta los 84 años trabajó como pintor en Río de Janeiro.

## Datos biográficos
Nacido en 1922 cerca de Sao Paulo en Brasil de padres franceses. En 1925, viajó a Europa primero recabó en Lisboa y posteriormente vivió en la región de Burdeos. Pintó desde la edad de 12 años, los paisajes y escenas de la región, cerca de la Bahía de Arcachon.

## Escultor: 1962-1965
Expuso en el Museo de Arte Moderno de París en 1962 en el marco del Salón de los Surindépendants, fue descubierto por el embajador brasileño. 
Este último le invitó a exponer sus obras en la 7ª Bienal de Sao Paolo. Es en esta época cuando trabajando el roble y las maderas exóticas creó y dio forma a unas forma novedosa que llamó ronde bosse. 
Se instaló en Brasil. Su trabajó evolucionó, adquiriendo nuevos materiales y cromatismos.